# Giovanni Viola
Giovanni Viola (ur. 20 czerwca 1926 w San Benigno Canavese, zm. 7 lipca 2008 w Turynie) – bramkarz pochodzenia włoskiego.
W swojej karierze grał przede wszystkim dla Juventusu F.C. (1945–1958), z którym triumfował w lidze włoskiej w latach 1950, 1952, 1958. 11 razy wystąpił w barwach narodowych Italii (lata 1954–1956). Debiutował w 1954 roku na FIFA World Cup w pierwszej rundzie play-off.
Grał również dla Carrarese Calcio, Como Calcio 1907, A.S. Lucchese-Libertas oraz Brescii Calcio.